# Прапор Евера
Прапор Евера був затверджений муніципальною радою як муніципальний прапор брюссельської комуни Евер. В описі написано: 
Нахилений праворуч у чотири біло-зелені смуги.
Витоки дизайну невідомі.